# Taoru
Taoru é um cidade no distrito de Gurgaon, no estado indiano de Haryana.

## Geografia
Taoru está localizada a 28° 13′ N, 76° 57′ L. Tem uma altitude média de 262 metros (859 pés).

## Demografia
Segundo o censo de 2001, Taoru tinha uma população de 17 227 habitantes. Os indivíduos do sexo masculino constituem 53% da população e os do sexo feminino 47%. Taoru tem uma taxa de literacia de 67%, superior à média nacional de 59,5%: a literacia no sexo masculino é de 74% e no sexo feminino é de 58%. Em Taoru, 17% da população está abaixo dos 6 anos de idade.